# Elin Lundh
Elin Ida Charlotta Lundh, född 25 januari 1890 i Hjärsås i Kristianstads län, död 31 maj 1966 i Lund, var en svensk teckningslärare och målare.
Hon var dotter till kontraktsprosten Axel Lundh och Anna Charlotta Holm. Lundh studerade vid Högre konstindustriella skolan i Stockholm 1910–1913 och för Carl Wilhelmson 1912–1913 samt under upprepade studieresor till Italien 1920–1948. Hon medverkade i ett stort antal samlingsutställningar i Lund. Hennes konst består av landskapsmålningar utförda i olja eller tempera. Lundh är begravd på Norra kyrkogården i Lund.